# Präz
Präz foi uma comuna da Suíça, no Cantão Grisões, com cerca de 161 habitantes. Estendeu-se por uma área de 11,33 km², de densidade populacional de 16 hab/km².
Desde 1 de janeiro de 2010 faz parte da comuna Cazis, resultado da fusão das comunas Cazis, Portein, Präz, Sarn e Tartar.